# Auguste Nicolas Pomel
Auguste Nicolas Pomel (Soire, 20 de setembre de 1821 - Dra-el-Mizan, 1898) fou un naturalista, geòleg i paleontòleg francès. Pomel treballà com a enginyer en mines, a Algèria i s'especialitzà en vertebrats fòssils, en el nord africà. Obté el seu títol de doctor en ciències a la Facultat de París l'any 1883 amb dues tesis:
1. Classification méthodique et “genera” des échinidés vivants et fossiles
2. Contribution à la classification méthodique des crucifères

## Algunes publicacions
- Catalogue méthodique et descriptif des vertébrés fossiles découverts dans le bassin hydrographique supérieur de la Loire et surtout dans la vallée de son affluent principal l'Allier. J.-B. Baillière, Paris, 1853
- Sur les Alcyonaires fossiles Miocenes de l'Algerie. 1868
- Nouveau guide de géologie, minéralogie et paléontologie. Deyrolle hijos, París, 1869
- Des races indigènes de l'Algérie et du rôle que leur reservent leurs aptitudes. 1871
- Le Sahara : observations de géologie et de géographie physique et biologique, avec des aperçus sur l'Atlas et le Soudan et discussion de l'hypothèse de la mer saharienne à l'époque préhistorique. Asociación Obrera V. Aillaud, Alger, 1872
- Paléontologie, ou Description des animaux fossiles de la province d'Oran. A. Perrier, Oran, 1872
- Description et carte géologique du massif de Milianah. Savy, París, 1873
- Paléontologie, ou Description des animaux fossiles de l'Algérie. 2 vols., A. Jourdan, Alger, 1885-1887
- Carte géologique de l'Algérie... Description stratigraphique générale de l'Algérie. Algèria, 1890

## Honors
Alguns tàxons han rebut el seu nom com a epònims: 
Gènere
Pomelia Durando ex Pomel (Apiaceae) 
Espècies
- Arenaria pomelii Munby[3] (Caryophyllaceae)
- Bellevalia pomelii Maire[4](Hyacinthaceae)
- Ferula pomelii M.Hiroe[5](Apiaceae)
- Filago pomelii Batt.[6](Asteraceae)
- Genista pomelii Mares & Vigin.[7](Leguminosae)
- Cistus pomelii Germà Sennen & Mauricio[8](Cistaceae)
- Rubus pomelii Batt. ex Focke[9](Rosaceae)
- Satureja pomelii Briq.[10](Lamiaceae)
- Sempervivum pomelii Lamotte[11](Crassulaceae)